# Phyllanthus pomiferus
Phyllanthus pomiferus là một loài thực vật có hoa trong họ Diệp hạ châu. Loài này được Hook.f. miêu tả khoa học đầu tiên năm 1887.